# I Love New York

Il logo di Milton Glaser

I Love New York è un logo dell'artista e designer Milton Glaser creato nel 1976 e commissionato dal Department of Commerce di New York per promuovere il turismo nella città statunitense. È poco noto il fatto che quando fu incaricato dall'agenzia pubblicitaria Wells, Rich, Green di disegnare il logo, Glaser si limitò a modificare quello realizzato negli anni '60 da Charles Moss, che al tempo era designer presso quella stessa agenzia.
È tra i più noti e prestigiosi simboli della città (e dello stato) di New York ed è un marchio divenuto un'icona degli anni settanta, riprodotto su un'infinità di poster, gadget e capi d'abbigliamento.
È costituito dalla lettera maiuscola I seguita dal simbolo del cuore ♥ e dalle lettere NY, sigla di New York: il font usato è l'American Typewriter.
Nel 2001, dopo gli attentati dell'11 settembre 2001, Glaser creò un'altra campagna per la città di New York, ripetendo lo stesso marchio senza le due aste della N (simulando quindi visivamente la scomparsa delle due torri) e aggiungendo la scritta:
che in italiano significa: